# Die Krankenschwester
Die Krankenschwester (Originaltitel: Sygeplejersken) ist eine dänische True-Crime-Miniserie, die am 27. April 2023 auf der Streaming-Plattform Netflix veröffentlicht wurde. Die Serie basiert auf dem gleichnamigen Sachbuch des Journalisten Kristian Corfixen und erzählt die wahre Geschichte der Krankenschwester Christina Aistrup Hansen, die in einem dänischen Krankenhaus Patienten mit Medikamenten überdosierte.

## Inhalt
Die Handlung folgt der jungen Krankenschwester Pernille Kurzmann Larsen, die im Jahr 2015 eine neue Stelle im Krankenhaus Nykøbing Falster antritt. Dort wird sie der charismatischen und beliebten Kollegin Christina Aistrup Hansen zugeteilt. Anfangs beeindruckt von Christinas Einsatz, erkennt Pernille bald ein beunruhigendes Muster: Immer wieder kommt es unter Christinas Obhut zu plötzlichen Reanimationssituationen und Todesfällen. Während einer Schicht überrascht sie Christina dabei, wie sie einen Patienten vergiftet. Schließlich informiert sie die Polizei, die dann Christina festnimmt.

## Produktion
Die Serie basiert auf realen Ereignissen, die sich im Jahr 2015 im Krankenhaus Nykøbing Falster in Dänemark ereigneten. Christina Aistrup Hansen wurde im Jahr 2017 wegen versuchten Totschlags in vier Fällen verurteilt und zu einer Freiheitsstrafe von zwölf Jahren verurteilt. Die Serie ist weitgehend faktengetreu, änderte aber aus dramaturgischen Gründen einzelne Details.
Am 27. April wurde es auf der Streaming-Plattform Netflix veröffentlicht.

## Besetzung und Synchronisation
Die deutschsprachige Synchronisation entstand nach den Dialogbuch von Martina Mank sowie unter der Dialogregie von Karin Grüger durch die Synchronfirma Iyuno-SDI Group Germany GmbH.
| Rolle                    | Schauspieler        | Synchronsprecher         |
| ------------------------ | ------------------- | ------------------------ |
| Pernille Kurzmann Larsen | Fanny Louise Bernth | Mareile Moeller          |
| Christina Aistrup Hansen | Josephine Park      | Claudia Urbschat-Mingues |
| Niels Lundén             | Peter Zandersen     | Johannes Raspe           |
| Kenny Herskov            | Dick Kaysø          | Klaus Nietz              |
| Alberte                  | Selma Kjær Kuscu    | Aurelia van Cauwelaert   |
| Katja                    | Amalie Lindegård    | Magdalena Höfner         |
| Marlene                  | Sofia Cukic         | Svantje Wascher          |
| Diana                    | Stephanie Nguyen    | Sarah Alles              |
| Ditte                    | Mathilde Eusebius   | Victoria Frenz           |

## Episodenliste
Die komplette Serie wurde am 27. April 2023 auf Netflix sowohl im Original als auch auf Deutsch erstveröffentlicht.
| Nr. (ges.) | Nr. (St.) | Deutscher Titel   | Originaltitel     | Regie          | Drehbuch                                           |
| ---------- | --------- | ----------------- | ----------------- | -------------- | -------------------------------------------------- |
| 1          | 1         | I Will Survive    | I Will Survive    | Kasper Barfoed | Kasper Barfoed, Dorte Warnøe Høgh, Thomas Porsager |
| 2          | 2         | Ein Dream-Team    | Dream Team        | Kasper Barfoed | Kasper Barfoed, Dorte Warnøe Høgh, Thomas Porsager |
| 3          | 3         | So nimm mein Herz | Så tag mit hjerte | Kasper Barfoed | Kasper Barfoed, Dorte Warnøe Høgh, Thomas Porsager |
| 4          | 4         | Die Nachtschicht  | Nattevagten       | Kasper Barfoed | Kasper Barfoed, Dorte Warnøe Høgh, Thomas Porsager |

## Rezeption
Der Krankenhausleiter von Nykøbing Falster kritisierte die Serie mit Blick auf die Belastung für Angehörige und Personal, begrüßte jedoch die Diskussion über die Geschehnisse.